# کاتارینا نسچن ونگ
کاتارینا نسچن ونگ (انگلیسی: Katharina Naschenweng؛ زادهٔ ۱۶ دسامبر ۱۹۹۷) بازیکن فوتبال اهل اتریش است.
وی همچنین در تیم‌های ملی فوتبال زنان اتریش بازی کرده‌است.